# Arnarfell hið litla
Arnarfell hið litla är ett berg i republiken Island. Det ligger i regionen Suðurland, i den centrala delen av landet, 170 km öster om huvudstaden Reykjavík. Toppen på Arnarfell hið Litla är 1 143 meter över havet.
Trakten runt Arnarfell hið litla är nära nog obefolkad, med mindre än två invånare per kvadratkilometer. Det finns inga samhällen i närheten. Trakten runt Arnarfell hið litla består i huvudsak av gräsmarker.